# 姚家水库
姚家水库是中国江苏省南京市溧水区境内的一座水库，位于新桥河上，建于1959年。水库正常库容为538万立方米，集雨面积为17平方千米，海拔为20.6米。